# Amata hyrcana
Amata hyrcana là một loài bướm đêm thuộc phân họ Arctiinae, họ Erebidae.